# Route Adélie de Vitré 2005
La Route Adélie de Vitré 2005, decima edizione della corsa e valida come evento del circuito UCI Europe Tour 2005 categoria 1.1, fu disputata il 1º aprile 2005. Fu vinta dall'italiano Daniele Contrini, al traguardo con il tempo di 4h19'41".
Al traguardo 65 ciclisti portarono a termine il percorso.

## Ordine d'arrivo (Top 10)
| Pos. | Corridore         | Squadra         | Tempo    |
| ---- | ----------------- | --------------- | -------- |
| 1    | Daniele Contrini  | LPR-Piacenza    | 4h19'41" |
| 2    | Moisés Aldape     | Panaria         | a 6"     |
| 3    | Sandy Casar       | Bouygues Tél.   | a 12"    |
| 4    | Ludovic Turpin    | AG2R Prév.      | s.t.     |
| 5    | Florent Brard     | Agritubel       | s.t.     |
| 6    | Jérémy Roy        | F. des Jeux     | a 16"    |
| 7    | David O'Loughlin  | Navigators      | a 20"    |
| 8    | Christian Müller  | Team CSC        | a 44"    |
| 9    | Mychajlo Chalilov | LPR-Piacenza    | a 1'33"  |
| 10   | Benoît Poilvet    | Crédit Agricole | s.t.     |